# SGR 1806-20
SGR 1806-20は、史上一番初めに発見されたマグネターであり地球から約5万光年離れたC1 1806-20星団にある。
発見された当時はガンマ線を出す天体GB 970107として見つけられ、1986年に軟ガンマ線リピーターとして知られるようになった。1993年には、中性子星だと判明した。1998年パルサーだとわかると同時に、とりわけ強い磁場を持つことがわかり、マグネターであることが判明した。

## 位置
SGR 1806-20は、地球から見て銀河系の中心部をはさんで反対側、いて座の方向に約5万光年離れた位置にある星雲G10.0-0.3の中心部にあり、それに属するC1 1806-20星団は、銀河系最大のHII領域である。1806-20星団には、知られている中で最も明るい恒星である高光度青色変光星LBV 1806-20や、炭素に富むWC9d型やWCL型のウォルフ・ライエ星など、珍しい恒星がいくつか含まれている

## 発見と研究の歴史
SGR 1806-20は、始め1979年1月7日にガンマ線を出す天体として発見された(バースト：GB970107)、
1986年に軟ガンマ線リピーターとして知られるようになり、1987年にSGR 1806－20と命名された。1993年には電波望遠鏡による観測で超新星残骸の中にあることがわかり、中性子星だと判明した。しかし、当時はガンマ線を出すメカニズムはわからなかった。1998年にこの天体が強い磁場を持つパルサーであることがわかると同時に、軟ガンマ線リピーターはマグネターである事が判明した。
1995年にはこの天体がLBV 1806-20の伴星だという可能性が取りざたされたが、
LBV 1806-20の伴星だという可能性は2002年に否定された。

## 物理的性質
SGR 1806-20は、直径が34km程の中性子星で、自転周期は7.56秒のパルサーである。X線で観測されたパルサーの名前はPSR J 1808-2024という。表面は最大で14.5km/sの速度で回転している。自転の速度は他のパルサーに比べて極めて速く減速している。SGR 1806-20は8 x 1010Tという極めて強力な磁場を持つマグネターである。その強さは地磁気の2000兆倍という強力なもので、通常のパルサーの100万倍以上である。1998年現在で知られている中で一番強い磁場を持つマグネターである。銀河系に存在するマグネターは数個程度であろうと言われている。また、このマグネターの存在する超新星残骸の年齢が1万年程度であると推定されていることなどから、個々のマグネターが軟ガンマ線リピーターとして観測される期間はその一生に比べて短いと推定されている。

## 爆発
軟ガンマ線リピーターは1秒以下のガンマ線のフレアーと数秒の周期を持つパルサー由来のかなり長期にわたるガンマ線の信号の2種類の信号を放出をする。前者は、超新星爆発と見間違えられやすいが、400秒近くに上る極めて長い後者の信号を伴うので区別できる。
例えば2004年12月27日にはこの天体の大爆発に伴って放出された大量のガンマ線が地球まで達した。ガンマ線のエネルギーは150〜200 KeVだった。ガンマ線は地球大気上層部の電離層に衝突し、多くのイオン化された粒子を発生させた。この爆発現象は「星震」と呼ばれ、総エネルギーは、マグニチュード23.1 (3.0×1039J) に達すると推定されている。これは、銀河系内で起こったものとしては、1604年の超新星爆発SN 1604以来の高エネルギー現象であると考えられている。この現象はSGR 1806-20の表面が一部、あるいは全球面破壊された際に発生したと推定されている。爆発に伴うフレアは6分20秒と長く、最初の0.2秒間で太陽が25万年かけて放出するエネルギーと等しいエネルギーを放出したと推定され、その明るさは太陽の40兆倍、絶対等級-29.2等級に達したと推定されている。
もしこの星震が3光年以内の距離で発生していれば、地球のオゾン層は完全に破壊され、地球のどこでも7.5km先での12キロトン(50兆J)の核爆発 (広島型原爆とほぼ同程度) が起きたのと同じ影響がでると予想されている。知られている限りで最も地球に近いマグネターは、りゅうこつ座の方向にある1E 1048.1-5937の9000光年である。